# Ciudades de papel
Ciudades de papel (título en inglés: Paper Towns) es la tercera novela del escritor estadounidense John Green. La editorial Dutton Books publicó la obra el 16 de octubre de 2008. Una adaptación cinematográfica fue estrenada en cines en 2015 protagonizada por Cara Delevingne, como Margo Roth Spiegelman y Nat Wolff como Quentin Jacobsen, "Q".

## Sinopsis
Quentin lleva enamorado de Margo desde que eran pequeños pero después de pasar una noche juntos fastidiando a los amigos de Margo, ella desaparece dejando pistas para que Quentin la encuentre.

## Personajes
- Quentin "Q" Jacobsen: Es el protagonista y narrador de la historia. Desde su infancia ha tenido sentimientos por Margo. Es un joven muy estudioso, no le gusta hacer muchas cosas, pero siempre está ahí para sus amigos, nerd, tiene buenos valores y cree que tendrá una buena vida. Tras una noche de aventuras con Margo, la chica desaparece y Quentin comienza a encontrar pistas que piensa que Margo le dejó para que él, y sólo él, vaya a encontrarla.
- Benners "Ben/Ben el Sangriento" Starling: Es uno de los mejores amigos de Quentin. Tiene un mote ofensivo que le persigue.
- Marcus "Radar" Lincoln: Él es uno de los mejores amigos de Quentin. En la novela está constantemente editando páginas en un sitio web llamado Omnictionary, la cual en última instancia es una parodia de Wikipedia. Él fue apodado por Quentin y Ben después del personaje de M*A*S*H. Para su vergüenza, sus padres tienen la colección más grande de Santa Claus negros en el mundo. Está en la banda del colegio. Al igual que Ben, Radar ayuda a Quentin en la búsqueda de Margo. Está saliendo con una chica llamada Ángela. A lo largo de la novela Radar a menudo posee una mejor perspectiva sobre Quentin. Él incluso critica a Quentin por su obsesión por Margo.
- Lacey "Lace" Pemberton : Una de las ex-amigas de Margo. Acaba siendo novia de Ben después de pasar tiempo juntos siguiendo las pistas de Margo.
- Margo Roth Spiegelman: Es el interés amoroso de Quentin y una chica popular en la escuela. Es vecina de Quentin de modo que eran amigos en la infancia. Un tanto rebelde, juntos descubren un cadáver cuando son pequeños, justo antes de distanciarse. Antes de desaparecer, le pide que la ayude a cumplir una venganza para todos los que los trataron mal.
- Connie Jacobsen: Es psicóloga y la madre de Quentin.
- Tom Jacobsen: Es un psicólogo y padre de Quentin.
- Sr. Spiegelman: Es el padre de Margo
- Sra. Spiegelman:Es la madre de Margo.
- Ruthie Spiegelman: Es la hermana menor de Margo.
- Jason "Jase" Worthington: Exnovio de Margo. Engañaba a esta con su amiga, Becca, de modo que es la primera víctima de la venganza de Margo.
- Chuck Parson: El bully del colegio.
- Becca Arrington: Era la mejor amiga de Margo. Jase engañaba a Margo con ella.
- Ángela: Novia de Radar y amiga de Ben, Quentin y Lacey después de que se une en la búsqueda por Margo.

## Adaptación cinematográfica
20th Century Fox ha desarrollado la película con el mismo equipo de Bajo la Misma Estrella. Jake Schreier dirigió la película. Nat Wolff, quien previamente participó en la adaptación de Bajo la Misma Estrella (como Isaac), es ahora Quentin o "Q". Mientras tanto, Cara Delevingne, es Margo Roth Spiegelman. Justice Smith, Austin Abrams, y Halston Sage interpretan a los amigos de Quentin: Radar, Ben, y Lacey respectivamente. Además, Jaz Sinclair aparece en la película como Ángela, la novia de Radar. La película se estrenó el 24 de julio de 2015 en honor al primer aniversario de la cinta Bajo la Misma Estrella.